# Macaranga kurzii
Macaranga kurzii är en törelväxtart som först beskrevs av Carl Ernst Otto Kuntze, och fick sitt nu gällande namn av Ferdinand Albin Pax och Käthe Hoffmann. Macaranga kurzii ingår i släktet Macaranga och familjen törelväxter. Inga underarter finns listade i Catalogue of Life.